# 瀬峰駅
瀬峰駅（せみねえき）は、宮城県栗原市瀬峰下田にある、東日本旅客鉄道（JR東日本）東北本線の駅である。

## 歴史
- 1890年（明治23年）4月16日：日本鉄道の駅として開業[2][3]。
- 1906年（明治39年）11月1日：日本鉄道が国有化され[3]、官設鉄道の駅となる。
- 1921年（大正10年）7月5日：仙北鉄道登米線が開業。
- 1923年（大正12年）7月22日：仙北鉄道築館線が開業。
- 1949年（昭和24年）10月1日：アイオン台風被害のため仙北鉄道築館線を休止。
- 1950年（昭和25年）
  - 3月1日：仙北鉄道築館線が廃止。
  - 7月14日：構内で急行貨物列車が安全側線に進入して脱線転覆。機関助手が負傷[4]。
- 1968年（昭和43年）3月25日：仙北鉄道登米線が廃止（廃止時は宮城バス）。
- 1984年（昭和59年）
  - 1月15日：貨物の取り扱いを廃止[3]。
  - 2月1日：荷物の扱いを廃止[3]。
- 1987年（昭和62年）4月1日：国鉄分割民営化により、東日本旅客鉄道の駅となる[3]。
- 1998年（平成10年）8月24日：ボランティア運営による図書館「せみね駅文庫」が併設される[5]。
- 2012年（平成24年）10月1日：社員配置（小牛田駅所属瀬峰駅在勤）を廃止し、JR東日本東北総合サービスに業務委託。
- 2024年（令和6年）10月1日：えきねっとQチケのサービスを開始[1][6]。

## 駅構造
単式ホーム1面1線と島式ホーム1面2線、計2面3線のホームを持つ地上駅である。駅舎とは跨線橋で繋がっている。ホーム上に待合室がある。
小牛田駅管理の業務委託駅（JR東日本東北総合サービスに委託）であり、みどりの窓口と自動券売機が設置されている。
栗原・登米の玄関駅で、かつては仙北鉄道の路線も乗り入れており、駅・ホームはJR線ホームのすぐ東側に存在し、現在のJR線ホームの跨線橋から直接入ることが可能であった。しかし、仙北鉄道の廃線に伴い同線側の跨線橋が撤去され、現在はその入口が壁となってふさがれている。その様子は瀬峰駅舎跡地の駐車場から見ることができる。また、瀬峰駅跡地は駐車場等に転用され、傍らに「仙北鉄道瀬峰駅跡」の碑が立つ。

### のりば
| 番線 | 路線           | 方向           | 行先           |
| ---- | -------------- | -------------- | -------------- |
| 1    | ■東北本線      | 下り           | 一ノ関方面     |
| 2    | （予備ホーム） | （予備ホーム） | （予備ホーム） |
| 3    | ■東北本線      | 上り           | 仙台・上野方面 |

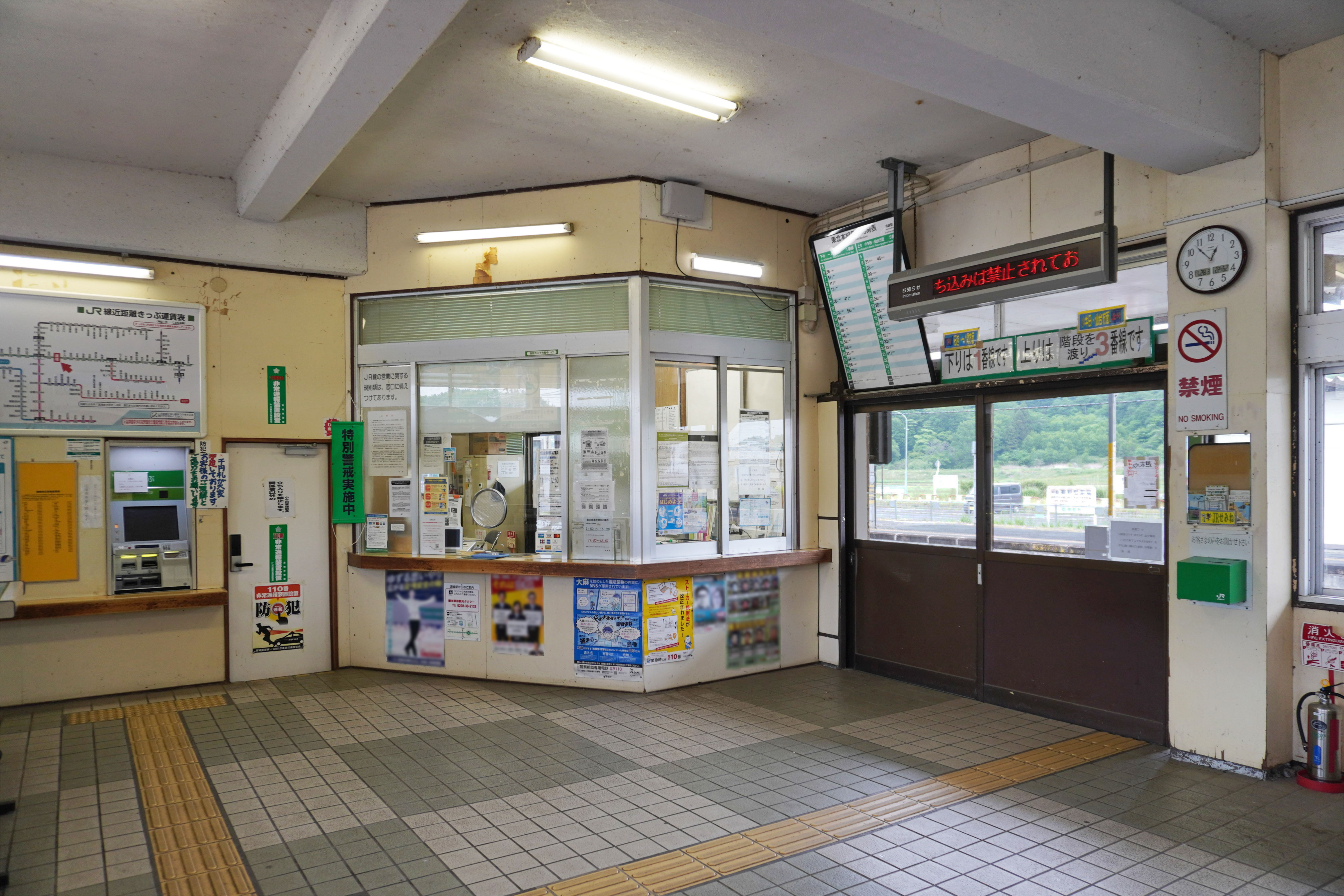
改札口（2023年5月）
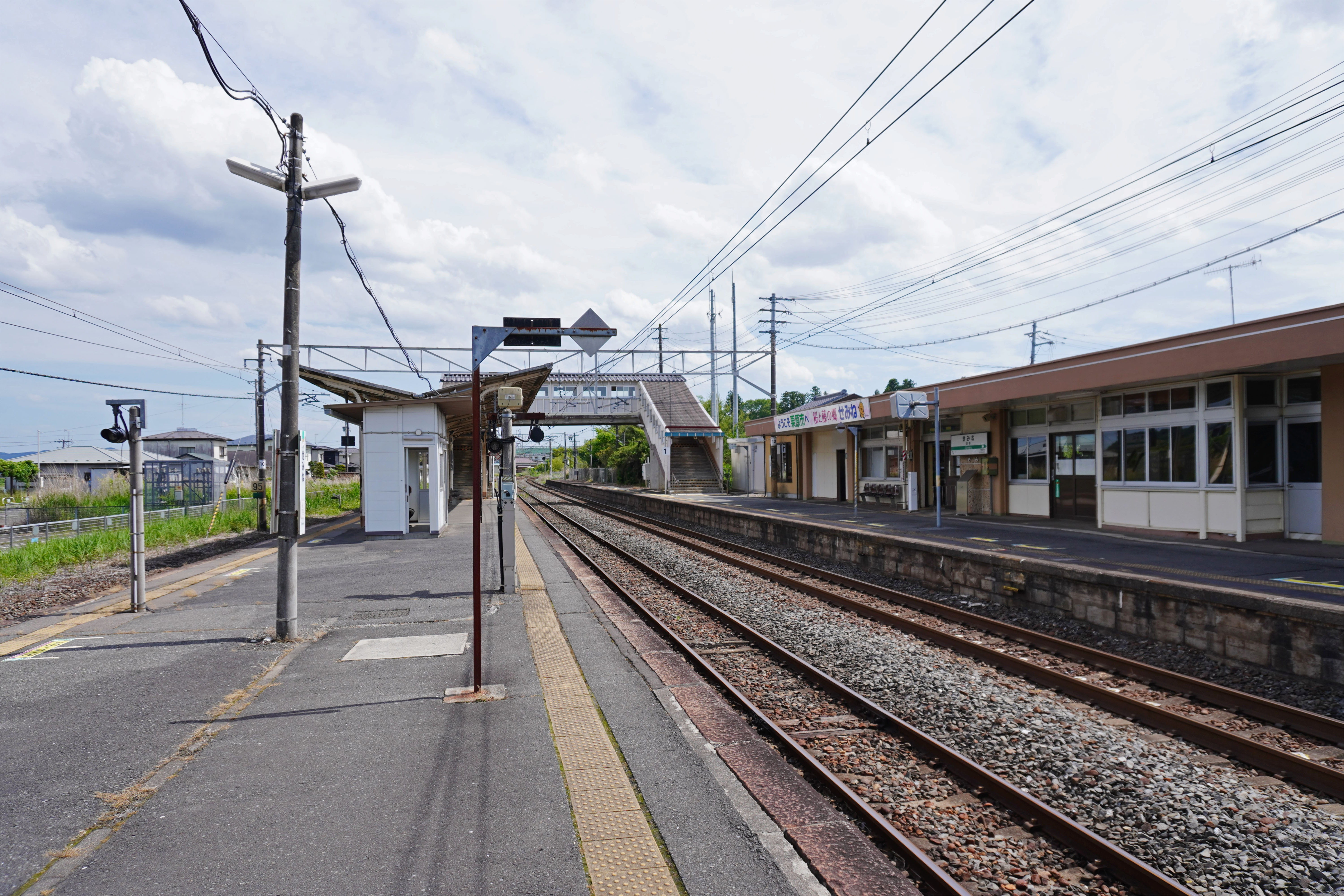
ホーム（2023年6月）

## 利用状況
JR東日本によると、2023年度（令和5年度）の1日平均乗車人員は388人である。
2000年度（平成12年度）以降の推移は以下のとおりである。
| 1日平均乗車人員推移 | 1日平均乗車人員推移 | 1日平均乗車人員推移 | 1日平均乗車人員推移 | 1日平均乗車人員推移 |
| 年度                | 定期外              | 定期                | 合計                | 出典                |
| ------------------- | ------------------- | ------------------- | ------------------- | ------------------- |
| 2000年（平成12年）  |                     |                     | 881                 | [ 利用客数 2 ]      |
| 2001年（平成13年）  |                     |                     | 863                 | [ 利用客数 3 ]      |
| 2002年（平成14年）  |                     |                     | 845                 | [ 利用客数 4 ]      |
| 2003年（平成15年）  |                     |                     | 791                 | [ 利用客数 5 ]      |
| 2004年（平成16年）  |                     |                     | 775                 | [ 利用客数 6 ]      |
| 2005年（平成17年）  |                     |                     | 718                 | [ 利用客数 7 ]      |
| 2006年（平成18年）  |                     |                     | 678                 | [ 利用客数 8 ]      |
| 2007年（平成19年）  |                     |                     | 646                 | [ 利用客数 9 ]      |
| 2008年（平成20年）  |                     |                     | 605                 | [ 利用客数 10 ]     |
| 2009年（平成21年）  |                     |                     | 597                 | [ 利用客数 11 ]     |
| 2010年（平成22年）  |                     |                     | 568                 | [ 利用客数 12 ]     |
| 2011年（平成23年）  |                     |                     | 534                 | [ 利用客数 13 ]     |
| 2012年（平成24年）  | 119                 | 426                 | 545                 | [ 利用客数 14 ]     |
| 2013年（平成25年）  | 119                 | 427                 | 546                 | [ 利用客数 15 ]     |
| 2014年（平成26年）  | 113                 | 406                 | 520                 | [ 利用客数 16 ]     |
| 2015年（平成27年）  | 111                 | 386                 | 498                 | [ 利用客数 17 ]     |
| 2016年（平成28年）  | 109                 | 393                 | 503                 | [ 利用客数 18 ]     |
| 2017年（平成29年）  | 108                 | 390                 | 498                 | [ 利用客数 19 ]     |
| 2018年（平成30年）  | 104                 | 384                 | 488                 | [ 利用客数 20 ]     |
| 2019年（令和元年）  | 96                  | 403                 | 499                 | [ 利用客数 21 ]     |
| 2020年（令和02年）  | 55                  | 329                 | 385                 | [ 利用客数 22 ]     |
| 2021年（令和03年）  | 60                  | 317                 | 378                 | [ 利用客数 23 ]     |
| 2022年（令和04年）  | 70                  | 299                 | 369                 | [ 利用客数 24 ]     |
| 2023年（令和05年）  | 75                  | 312                 | 388                 | [ 利用客数 1 ]      |

## 駅周辺

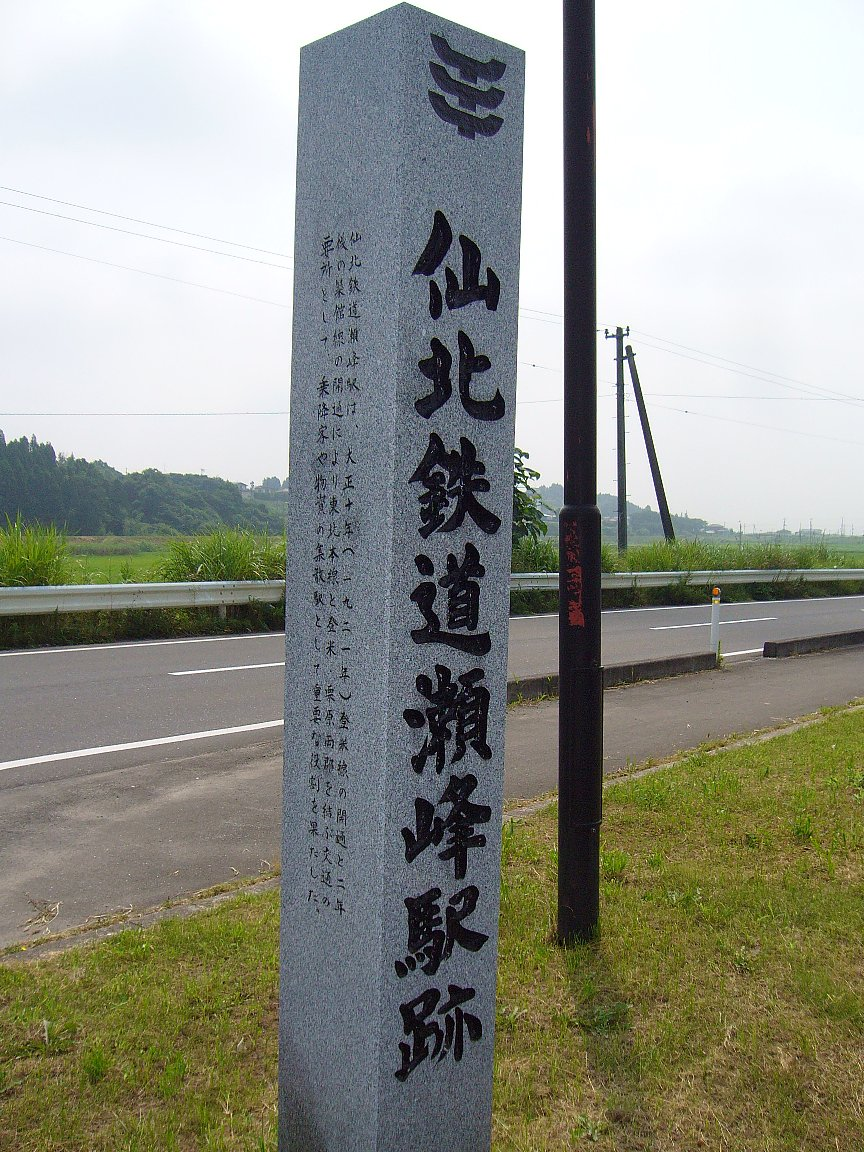
仙北鉄道瀬峰駅跡碑

駅前には商店のほか、住宅もある。東側は田んぼ。なお、南方支所・登米市役所方面は、いったん駅正面を進み交差点を左へ、さらに左手の鉄道をまたぐ陸橋を越え東へ進む。沿線にまばらながら商店がある。
- 栗原市瀬峰総合支所（旧・瀬峰町役場）
- 五輪堂山自然公園
- 瀬峰郵便局
- 介護老人保健施設せみねの丘（旧・宮城県立循環器・呼吸器病センター）
- 瀬峰労働基準監督署
- 築館警察署瀬峰駐在所
- JA新みやぎ（旧・JA栗っこ）瀬峰営農センター
- 宮城県道1号古川佐沼線
- 宮城県道29号河南築館線
- 宮城県道175号田尻瀬峰線

## バス路線
「瀬峰駅前」停留所にて、以下の路線バスが発着する。
- 栗原市民バス（グリーン観光バス運行委託）
  - 玉沢線：栗原中央病院 - 土休日と12月31日～1月3日は全便運休
- 登米市民バス（ミヤコーバス佐沼営業所運行委託）
  - 南方線：佐沼高校正門前・登米総合産業高校前

## 隣の駅
東日本旅客鉄道（JR東日本）
■東北本線
田尻駅 - 瀬峰駅 - 梅ケ沢駅

### 記事本文
1. 1 2 3 4  “駅の情報（瀬峰駅）：JR東日本”.   東日本旅客鉄道. 2024年8月25日時点のオリジナルよりアーカイブ。2024年10月1日閲覧。
2. 1 2 3 4 5 6  『週刊 JR全駅・全車両基地』 23号 盛岡駅・平泉駅・山寺駅ほか74駅、朝日新聞出版〈週刊朝日百科〉、2013年1月20日、20頁。
3. 1 2 3 4 5  石野哲（編）『停車場変遷大事典 国鉄・JR編 Ⅱ』（初版）JTB、1998年10月1日、408頁。ISBN 978-4-533-02980-6。
4. ↑  「また貨物列車転覆 機関士の過失か」『日本経済新聞』1950年7月15日、3面。
5. ↑  『鉄道ピクトリアル』第49巻第3号、電気車研究会、1999年3月、81頁。
6. ↑  『Suicaエリア外もチケットレスで! 東北エリアから「えきねっとQチケ」がはじまります』（PDF）（プレスリリース）東日本旅客鉄道、2024年7月11日。オリジナルの2024年7月11日時点におけるアーカイブ。2024年8月1日閲覧。
7. 1 2  “JR東日本：駅構内図・バリアフリー情報（瀬峰駅）”.   東日本旅客鉄道. 2024年10月1日閲覧。

### 利用状況
1. 1 2  “各駅の乗車人員（2023年度）”.   東日本旅客鉄道. 2024年7月22日閲覧。
2. ↑  “各駅の乗車人員（2000年度）”.   東日本旅客鉄道. 2019年2月6日閲覧。
3. ↑  “各駅の乗車人員（2001年度）”.   東日本旅客鉄道. 2019年2月6日閲覧。
4. ↑  “各駅の乗車人員（2002年度）”.   東日本旅客鉄道. 2019年2月6日閲覧。
5. ↑  “各駅の乗車人員（2003年度）”.   東日本旅客鉄道. 2019年2月6日閲覧。
6. ↑  “各駅の乗車人員（2004年度）”.   東日本旅客鉄道. 2019年2月6日閲覧。
7. ↑  “各駅の乗車人員（2005年度）”.   東日本旅客鉄道. 2019年2月6日閲覧。
8. ↑  “各駅の乗車人員（2006年度）”.   東日本旅客鉄道. 2019年2月6日閲覧。
9. ↑  “各駅の乗車人員（2007年度）”.   東日本旅客鉄道. 2019年2月6日閲覧。
10. ↑  “各駅の乗車人員（2008年度）”.   東日本旅客鉄道. 2019年2月6日閲覧。
11. ↑  “各駅の乗車人員（2009年度）”.   東日本旅客鉄道. 2019年2月6日閲覧。
12. ↑  “各駅の乗車人員（2010年度）”.   東日本旅客鉄道. 2019年2月6日閲覧。
13. ↑  “各駅の乗車人員（2011年度）”.   東日本旅客鉄道. 2019年2月6日閲覧。
14. ↑  “各駅の乗車人員（2012年度）”.   東日本旅客鉄道. 2019年2月6日閲覧。
15. ↑  “各駅の乗車人員（2013年度）”.   東日本旅客鉄道. 2019年2月6日閲覧。
16. ↑  “各駅の乗車人員（2014年度）”.   東日本旅客鉄道. 2019年2月6日閲覧。
17. ↑  “各駅の乗車人員（2015年度）”.   東日本旅客鉄道. 2019年2月6日閲覧。
18. ↑  “各駅の乗車人員（2016年度）”.   東日本旅客鉄道. 2019年2月6日閲覧。
19. ↑  “各駅の乗車人員（2017年度）”.   東日本旅客鉄道. 2019年2月6日閲覧。
20. ↑  “各駅の乗車人員（2018年度）”.   東日本旅客鉄道. 2019年7月11日閲覧。
21. ↑  “各駅の乗車人員（2019年度）”.   東日本旅客鉄道. 2020年7月11日閲覧。
22. ↑  “各駅の乗車人員（2020年度）”.   東日本旅客鉄道. 2021年7月23日閲覧。
23. ↑  “各駅の乗車人員（2021年度）”.   東日本旅客鉄道. 2022年8月6日閲覧。
24. ↑  “各駅の乗車人員（2022年度）”.   東日本旅客鉄道. 2023年7月13日閲覧。